# Acoustic (альбом)
Acoustic — концертный альбом группы Mooncake, выпущен 4 января 2012 года на DVD и в виде альбома на CD. Запись сделана в эфире телеканала «Дождь». В релиз вошли пять композиций группы в акустических аранжировках.

## Список композиций
| №  | Название                               | Длительность |
| -- | -------------------------------------- | ------------ |
| 1. | «Nine Billion Names... (to A. Clarke)» | 5:57         |
| 2. | «Turquoise»                            | 6:08         |
| 3. | «Mandarin»                             | 7:25         |
| 4. | «Novorossiysk 1968»                    | 5:38         |
| 5. | «Zaris»                                | 5:19         |

## В записи участвовали
- Антон Марченко — акустическая гитара
- Павел Смирнов — акустическая гитара
- Николай Буланов — виолончель